# Gamla rektorsbostället, Borgholm

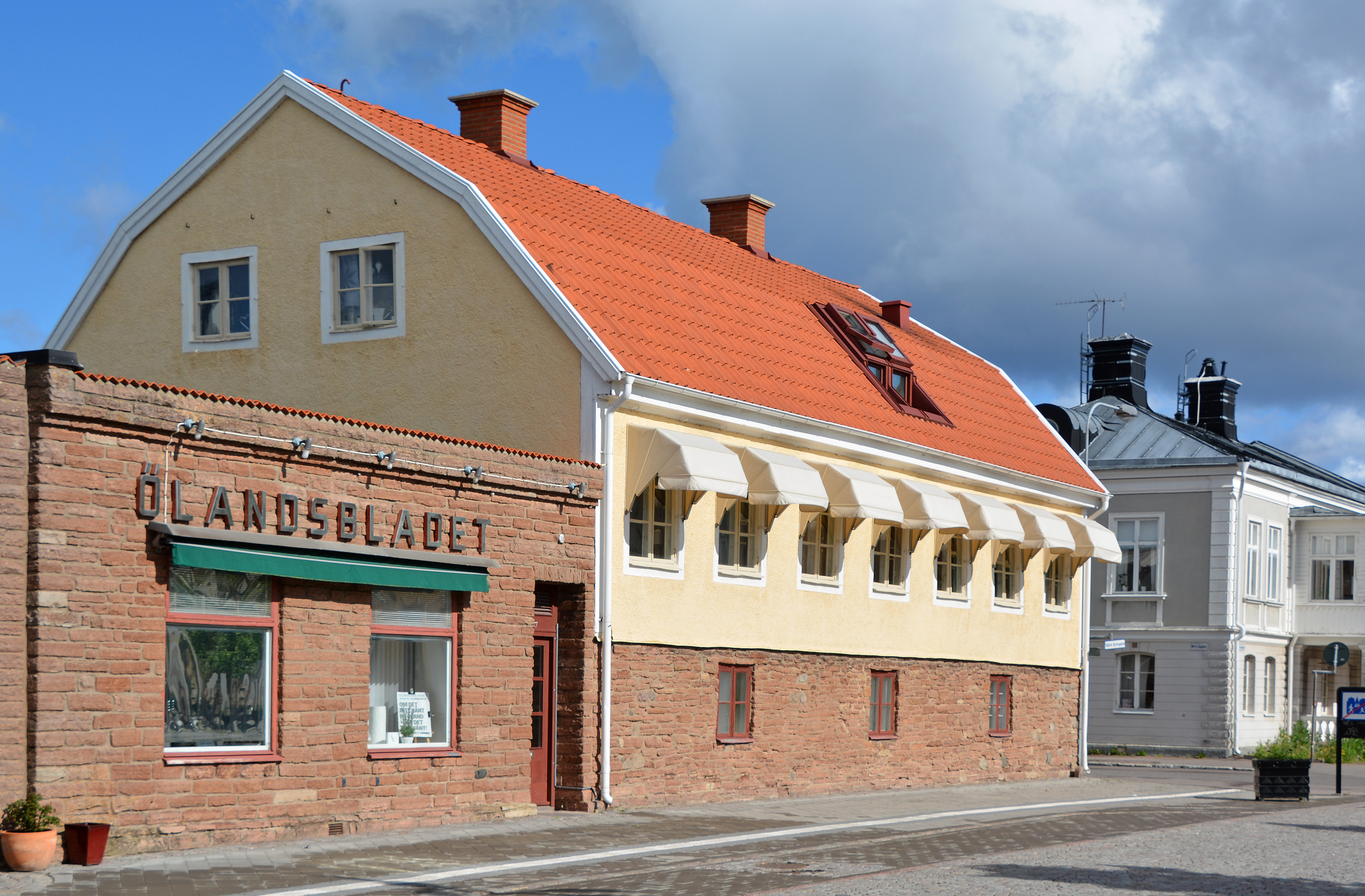

Gamla rektorsbostället, Borgholm är en byggnad uppförd vid 1830-talets slut, som inköptes 1859 för rektorn vid elementarläroverket i Borgholm. Byggnadens bottenvåning är uppförd i kalksten; övervåningen i gulreveterat tegel. 
Rektorsbostället är av Länsstyrelsen i Kalmar län förklarat byggnadsminne.